# 미국 여자 농구 협회 (1986년)
미국 여자 농구 협회(영어: National Women's Basketball Association, NWBA)는 1986~1987시즌에 첫 정규 시즌을 풀로 치를 예정이었던 미국 여자농구 리그였다. 노스캐롤라이나주 샬럿 교외 사우스캐롤라이나주 레이크 와일리에 본부를 두고 하워드 핸슨이 소유한 이 리그는 주로 미국 남동부 지역에서 8개 팀으로 시작할 계획이었다. 아마추어 신분과 이에 따른 올림픽 출전권 영향에 대한 우려 때문에 마르퀴 선수들과 계약하는 데 어려움을 겪었고 티켓 판매는 더뎠다. 여러 전시회가 열리는 동안 핵심 재정 후원자가 약속을 이행하지 못했고 정규 시즌 경기도 열리지 않았다. 빚을 진 리그는 1986년 말까지 공식적으로 시즌을 취소했다.

## 역대 커미셔너
| 대수 | 이름      | 임기   | 비고                              |
| ---- | --------- | ------ | --------------------------------- |
| 1    | 웨인 풀처 | 1986년 | 초대 커미셔너이자 마지막 커미셔너 |

## 역대 NWBA팀
| 팀                     | 연고지                    | 경기장                              | 수용인원 |
| ---------------------- | ------------------------- | ----------------------------------- | -------- |
| 캘리포니아 스타즈      | 캘리포니아주 오렌지카운티 | 캘리포니아 주립대학교 도밍게즈 힐스 | 4,000명  |
| 캐롤라이나 블레이즈    | 노스캐롤라이나주 샬럿     | 파크 센터                           | 3,000명  |
| 조지아 피치스          | 조지아주 애틀랜타         | 모리스 브라운 칼리지                | 10,000명 |
| 루이지애나 블루스      | 루이지애나주 먼로         | 먼로 시빅 센터                      | 10,000명 |
| 프라이드 오브 아이오와 | 아이오와주 디모인         | 베터런스 메모리얼 오디토리움        | 15,000명 |
| 테네시 타이거캐츠      | 테네시주 녹스빌           | 시빅 콜리세움                       | 6,500명  |
| 텍사스 트위스터스      | 텍사스주 오스틴           | 기븐스 레크리에이션 센터            | 2,000명  |
| 버지니아 익스프레스    | 버지니아주 리치먼드       | 아서 애시 애슬레틱 센터             | 6,000명  |

- 사우스캐롤라이나주 컬럼비아에서 충분한 시즌 티켓이 판매된다면 9번째 팀이 가능성으로 꼽혔다.

## 같이 보기
- 아메리칸 여자 농구 협회
- 전미 여자 농구 협회